# Einnischung
Einnischung oder Annidation ist die Spezialisierung einer bestimmten Art auf eine ökologische Nische im Zuge einer evolutionären Entwicklung. Auslöser einer solchen Entwicklung kann unter anderem Konkurrenzdruck sein. Zur Sicherung des Überlebens weicht der jeweils Konkurrenzschwächere auf eine andere ökologische Nische aus, durch beispielsweise Erschließung einer anderen (spezielleren) Nahrungsquelle oder durch eine zeitliche Entflechtung (zum Beispiel Tag- und Nachtaktivität). Somit können mehrere Arten im gleichen Lebensraum nebeneinander koexistieren.

## Möglichkeiten der Einnischung
Man kann die Einnischung unter verschiedenen Aspekten beschreiben:
- Zeitlich

- unterschiedliche Aktivitäten zu bestimmten Tages- bzw. Jahreszeiten (Konkurrenz wird vermieden)
- unterschiedliche Fortpflanzungszeiten und Brutpflege
- Räumlich

- unterschiedlicher Ort der Nahrungssuche
- Parasiten spezialisieren sich auf bestimmte Körperteile des Wirts
- Funktionell

- unterschiedliche Nutzung des Nahrungsangebots
- unterschiedliche Einnischung bezüglich der Temperatur